# Kokura

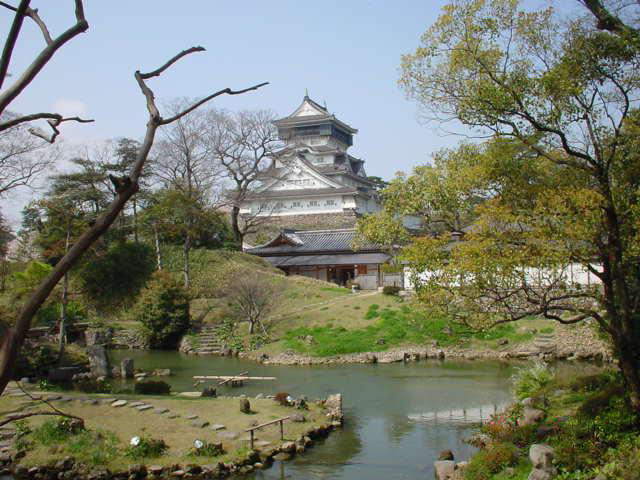
Kokura castle i Kokura.

Kokura (小倉?) är en tidigare japansk stad. Den slogs samman med fyra andra städer till den nya staden Kitakyūshū 1963. Det tidigare Kokura kom att utgöra två stadsdelar i Kitakyushu, Kokura-kita-ku och Kokura-minami-ku. Kokura-kita-ku hade 1 oktober 2005 189 991 invånare på en yta av 39,21 km² och Kokura-minami-ku 211 602 invånare på 169,35 km².

## Atombomberna under andra världskriget
Den dåvarande staden Kokura var det primära målet för den andra atombomben, Fat man, som fälldes under andra världskriget. På grund av dålig sikt kunde inte besättningen på Bockscar se målet och bomben fälldes istället över Nagasaki.
Se vidare Atombomberna över Hiroshima och Nagasaki.

## Kokura station
Kokura station trafikeras av Sanyo Shinkansen.